# Sophie Bogaert
Pour les articles homonymes, voir Bogaert.
Sophie Bogaert est une éditrice indépendante,  essayiste et critique littéraire française, spécialiste de Marguerite Duras.

## Biographie
Agrégée de lettres modernes, Sophie Bogaert commence sa carrière en tant que professeure de littérature française. 
Elle a notamment participé à La Revue littéraire, au Magazine Littéraire ou au média en ligne AOC en tant que critique littéraire.
Elle organise, en 2005, en collaboration avec l'IMEC, une exposition documentaire sur Marguerite Duras à la BPI du Centre Beaubourg ainsi que l'exposition rétrospective présentée en 2006 à l'IMEC avec Dominique Noguez. 
La même année, elle dirige avec Olivier Corpet l'édition des Cahiers de la guerre et autres textes de Marguerite Duras, publiés chez P.O.L, ainsi qu'un ouvrage illustré sur les archives de l'auteure : Duras, l'œuvre matérielle.
Avec Eva Dolowski, elle crée en 2011 la collection « Qui vive » aux éditions Buchet-Chastel, qui publie jusqu'au printemps 2020 des romans français contemporains. Elle compte parmi ses auteurs, entre autres, Laurence Werner David, Ingrid Thobois, Laurent Sagalovitsch, Cyrille Martinez, Nicolas Clément, Pierre Deram, Colombe Boncenne, Laure Pfeffer, Antoinette Rychner... 
Elle a par ailleurs participé à l'édition des œuvres complètes de Marguerite Duras, dans la bibliothèque de la Pléiade, notamment autour de La Douleur et des inédits.
En mars 2016, elle fait paraître un recueil d'entretiens de Marguerite Duras aux éditions du Seuil : Le Dernier des métiers. Entretiens 1962-1991.

## Œuvres
- Arthur Rimbaud : poésies, Bréal, 2000.
- Dossier de presse : Le ravissement de Lol V. Stein et Le vice-consul de Marguerite Duras, 10/18-Imec éditeur, 2006.
- Marguerite Duras, Cahiers de la guerre et autres textes, éd. établie par Olivier Corpet et Sophie Bogaert P.O.L/Imec éditeur, 2006.
- Duras, l'œuvre matérielle (Dr), collectif, Imec éditeur, 2006.
- Francis Limérat : mémoires en promenade 1975-2006, collectif, Musée des beaux-arts d'Angers/Musée des beaux-arts de Caen, 2008.
- Marguerite Duras, Le Dernier des métiers. Entretiens 1962-1991, textes réunis, transcrits et postfacés par Sophie Bogaert, Seuil, 2016  (ISBN 9782021281378)